# Władimir Krutow
Władimir Jewgienjewicz Krutow (ros. Владимир Евгеньевич Крутов, ur. 1 czerwca 1960 w Moskwie, zm. 6 czerwca 2012 tamże) – rosyjski hokeista. Reprezentant ZSRR i Rosji.

## Kariera
- CSKA Moskwa (1977–1989)
- Vancouver Canucks (1989–1990)
- ZSC Lions (1990–1992)
- Östersunds IK (1992–1995)
- Brunflo IF (2005–2006)

Wychowanek i wieloletni zawodnik CSKA Moskwa.
W rozgrywkach NHL rozegrał jeden sezon (1989/90), występując w Vancouver Canucks. Zagrał w 61 meczach, w których zdobył 11 goli i zanotował 23 asysty.
Uczestniczył w turniejach Canada Cup 1981, 1984 i 1987, mistrzostw świata w 1981, 1982, 1983, 1985, 1986, 1987, 1989, na zimowych igrzyskach olimpijskich 1980, 1984, 1988 oraz w meczach Rendez-vous ’87 i Cud na lodzie.
W 2001 roku był krótkotrwale trenerem CSKA Moskwa (24.01.2001—16.05.2001, 16.05.2001—08.12.2001).
Razem z nim w ataku występowali Igor Łarionow i Siergiej Makarow. Była to jedna najskuteczniejszych trójek napastników w latach 80. na świecie, zwana „Atakiem KLM” (od pierwszych liter nazwisk) oraz „Zielona Jednostka” (od zielonych koszulek noszonych przez nich podczas treningów). Ponadto piątka meczowa (ich trójka oraz dwaj obrońcy Wiaczesław Fietisow i Aleksiej Kasatonow) nosiła przydomek „Zielona Jednostka” (od zielonych koszulek noszonych przez nich podczas treningów).
Zmarł na skutek krwotoku wewnętrznego. Został pochowany na cmentarzu nowołużynskim w Moskwie. W październiku 2013 odsłonięto tam pomnik jemu poświęcony.
Był żonaty, miał dwóch synów: Dienisa i Aleksieja (ur. 1984), który także jest hokeistą.

## Sukcesy
Reprezentacyjne
- Złoty medal mistrzostw świata juniorów do lat 20: 1979, 1980
- Srebrny medal zimowych igrzysk olimpijskich: 1980
- Złoty medal Canada Cup: 1981
- Złoty medal mistrzostw świata: 1981, 1982, 1983, 1986, 1989
- Złoty medal zimowych igrzysk olimpijskich: 1984, 1988
- Brązowy medal mistrzostw świata: 1985
- Srebrny medal Canada Cup: 1987
- Srebrny medal mistrzostw świata: 1987

Klubowe
- Złoty medal mistrzostw ZSRR (12 razy): 1978, 1979, 1980, 1981, 1982, 1983, 1984, 1985, 1986, 1987, 1988, 1989 z CSKA Moskwa
- Puchar ZSRR (12 razy): 1979, 1988 z CSKA Moskwa
- Puchar Europy (13 razy): 1978, 1979, 1980, 1981, 1982, 1983, 1984, 1985, 1986, 1987, 1988, 1989, 1990 z CSKA Moskwa

Indywidualne
- Mistrzostwa świata juniorów do lat 20 w 1979:
  - Pierwsze miejsce w klasyfikacji strzelców turnieju: 8 goli
  - Pierwsze miejsce w klasyfikacji asystentów turnieju: 6 asyst
  - Pierwsze miejsce w klasyfikacji strzelców turnieju: 14 punktów
  - Skład gwiazd turnieju
  - Najlepszy napastnik turnieju[11]
- Liga radziecka 1979/1980:
  - Nagroda Najlepsza Trójka dla tercetu najskuteczniejszych strzelców ligi (oraz Walerij Charłamow i Boris Michajłow) - łącznie 73 gole
- Mistrzostwa świata juniorów do lat 20 w 1980:
  - Pierwsze miejsce w klasyfikacji strzelców turnieju: 7 goli
  - Pierwsze miejsce w klasyfikacji strzelców turnieju: 11 punktów
  - Skład gwiazd turnieju
  - Najlepszy napastnik turnieju
- Liga radziecka 1980/1981:
  - Nagroda Najlepsza Trójka dla tercetu najskuteczniejszych strzelców ligi (oraz Siergiej Makarow i Wiktor Żłuktow) - łącznie 96 goli
- Liga radziecka 1981/1982:
  - Nagroda Najlepsza Trójka dla tercetu najskuteczniejszych strzelców ligi (oraz Igor Łarionow i Siergiej Makarow) - łącznie 100 goli
- Liga radziecka 1982/1983:
  - Nagroda Najlepsza Trójka dla tercetu najskuteczniejszych strzelców ligi (oraz Igor Łarionow i Siergiej Makarow) - łącznie 77 goli
- Mistrzostwa świata 1983:
  - Skład gwiazd turnieju
- Liga radziecka 1983/1984:
  - Nagroda Najlepsza Trójka dla tercetu najskuteczniejszych strzelców ligi (oraz Igor Łarionow i Siergiej Makarow) - łącznie 88 goli
- Liga radziecka 1984/1985:
  - Nagroda Najlepsza Trójka dla tercetu najskuteczniejszych strzelców ligi (oraz Igor Łarionow i Siergiej Makarow) - łącznie 67 goli
- Mistrzostwa świata 1985:
  - Skład gwiazd turnieju
- Liga radziecka 1985/1986:
  - Nagroda Najlepsza Trójka dla tercetu najskuteczniejszych strzelców ligi (oraz Igor Łarionow i Siergiej Makarow) - łącznie 82 gole
- Mistrzostwa świata 1986:
  - Skład gwiazd turnieju
  - Najlepszy napastnik turnieju
- Liga radziecka 1986/1987:
  - Nagroda Najlepsza Trójka dla tercetu najskuteczniejszych strzelców ligi (oraz Igor Łarionow i Siergiej Makarow) - łącznie 67 goli
  - Najlepszy zawodnik sezonu mistrzostw ZSRR w hokeju na lodzie
- Canada Cup 1987:
  - Skład gwiazd turnieju
- Mistrzostwa świata 1987:
  - Pierwsze miejsce w klasyfikacji strzelców turnieju: 11 goli
  - Pierwsze miejsce w klasyfikacji strzelców turnieju: 14 punktów
  - Skład gwiazd turnieju
  - Najlepszy napastnik turnieju
- Hokej na lodzie na Zimowych Igrzyskach Olimpijskich 1988:
  - Pierwsze miejsce w klasyfikacji strzelców turnieju: 6 goli
  - Pierwsze miejsce w klasyfikacji asystentów turnieju: 9 asyst
  - Pierwsze miejsce w klasyfikacji strzelców turnieju: 15 punktów
- Liga radziecka 1988/1989:
  - Nagroda Najlepsza Trójka dla tercetu najskuteczniejszych strzelców ligi (oraz Władimir Krutow i Siergiej Makarow) - łącznie 56 goli

## Wyróżnienia
- Zasłużony Mistrz Sportu ZSRR w hokeju na lodzie: 1981
- Galeria Sławy IIHF: 2010
- Rosyjska Galeria Hokejowej Sławy: 2014 (pośmiertnie)